# Bergen (wieś w stanie Nowy Jork)
Bergen – wieś w Stanach Zjednoczonych, w stanie Nowy Jork, w hrabstwie Genesee.